# Woźniki (Chałupki)
Chałupki – osada wsi Chałupki w Polsce, położona w województwie łódzkim, w powiecie sieradzkim, w gminie Sieradz.
W latach 1975–1998 osada należała administracyjnie do województwa sieradzkiego.